# Ne Ver Ne Boysia
Ne ver', ne boysia (рус. Не ве́рь, не бо́йся) је песма групе Т.А.Т.у. са којом је представљена Русија на Песми Евровизије 2003. године.
Назив песме је заснован на руској затворској изреци, која је ушла у руску мејнстрим културу захваљујући књизи Александра Солжењицина Архипелаг Гулаг. Термин се такође тумачи као референца на репресију са којом се суочава ЛГБТК заједница.
Песма има музички спот који садржи видео снимке ратова, несрећа и друге слике стварног света, као и видео снимке Лене Катине и Јулије Волкове.
У својој књизи Евровизија из 2017. Историја модерне Европе: Кроз такмичење за највећу песму на свету, аутор Крис Вест је сугерисао да је избор групе Т.А.Т.у. да представља Русију на такмичењу делимично имао за циљ да се супротстави оптужбама за руски културни конзервативизам. Песма се у почетку сматрала фаворитом за победу на такмичењу.
Чланице групе су наводно каснилe на генералне пробе и претиле да ће наступити наге; на крају су се определили за наступ у мајицама са бројем један на себи и старим фармеркама, држећи се за руке. Део публике је звиждао на њихов наступ уживо, док им је њихова одећа донела годишњу награду Барбара Дек за најгоре одевене учеснике Евровизије.
На крају гласања, песма је добила 164 поена, стављајући је на 3. место од 26. земаља. Велика Британија и Ирска су једине земље на такмичењу које нису гласале за песму.